# Alexander Beutter
Karl Wilhelm Alexander Beutter (* 21. September 1862 in Herrenalb; † 8. Januar 1952 in Korntal) war von 1891 bis 1926 Pfarrer und Gesangslehrer sowie seit 1926 Ehrenbürger der Gemeinde Rotenberg bei Stuttgart.

## Leben und Wirken
Beutter war der Sohn des Stadtschultheiß und Landtagsabgeordneten Erhard Beutter aus Herrenalb. Er besuchte das Eberhard-Ludwigs-Gymnasium in Stuttgart, das evangelische Seminar in Schöntal und studierte Theologie an der Universität Tübingen. Seit 1880 war er Mitglied der Studentenverbindung Tübinger Königsgesellschaft Roigel (1933–1935 Tübinger Burschenschaft Roigel in der DB).
Ab 1884 arbeitete er als Vikar in Kornwestheim, Rohr a. F., Höpfigheim und Rotenberg, wo er 1891 bis 1926 als ständiger Pfarrer seinen Dienst antrat. Als Orgelsachverständiger erteilte er vielen Gemeinden Rat bei Neuanschaffungen und Erweiterungen von Orgeln. Außerdem gründete er einen Kirchenchor und eine Theatergruppe und war Initiator des Neubaus des Gemeindehauses und der Spar- und Darlehenskasse am Ort.
1926 wurde er pensioniert; im selben Jahr beschloss der Gemeinderat von Rotenberg, Pfarrer Beutter zum Ehrenbürger zu ernennen.
Beutter war verheiratet mit Maria Auguste Eugenie, geb. Ostertag (1864–1943). Aus der Ehe stammten vier Kinder.
1931 wurde die „Beutterstraße“ in Rotenberg nach Alexander Beutter benannt.

## Schriften
- Volkstümliche Gestaltung der Notenschrift. Ein Vorschlag zur Bekämpfung des musikalischen Analphabetentums. Vandenhoeck & Ruprecht, Göttingen, 1909
- Der Einfluss der Tonwort- und der Tonika-Do-Methode auf die Intonation. Tonika-Do-Bund, 1929
- Einführung in die Notenschrift. Eine methodische Skizze. Waiblingen, 1914
- Akustik und Gesangunterricht, Verlag C. Belser, 1892